# Is It True?
"Is It True?" je pjesma islandske pjevačice Jóhanne Guðrún Jónsdóttir. Predstavljala je Island na Eurosongu u Moskvi 2009. Skladao ju je Óskar Páll Sveinsson, a osvojila je drugo mjesto na natjecanju. Pjesma je izvedena u prvoj večeri polufinala, 12. svibnja 2009. gdje je osvojila najviše bodova i ušla u finale natjecanja. Četiri dana poslije pjesma je u finalu osvojila 218 bodova. To je najveći uspjeh Islanda na Eurosongu od 1999. kad je pjevačica Selma Björnsdóttir osvojila također drugo mjesto.

## Vanjske poveznice
- Stihovi
- Youtube